# Итако (город)
Итако (яп. 潮来市 Итако-си) — город в Японии, находящийся в префектуре Ибараки. Площадь города составляет 71,41 км², население — 29 287 человек (1 августа 2014), плотность населения — 410,12 чел./км².

## Географическое положение
Город расположен на острове Хонсю в префектуре Ибараки региона Канто. С ним граничат города Касима, Инасики, Камису, Намегата, Катори.

## Население
Население города составляет 29 287 человек (1 августа 2014), а плотность — 410,12 чел./км². Изменение численности населения с 1980 по 2005 годы:
| 1980 | 29 075 чел. |  |
| 1985 | 30 421 чел. |  |
| 1990 | 30 863 чел. |  |
| 1995 | 32 133 чел. |  |
| 2000 | 31 944 чел. |  |
| 2005 | 31 524 чел. |  |

## Символика
Деревом города считается тополь, цветком — Iris sanguinea, птицей — дроздовидная камышовка.